# Осеч-Великий
Осеч-Великий (пол. Osiecz Wielki, нім. Tannenhain) — село в Польщі, у гміні Бонево Влоцлавського повіту Куявсько-Поморського воєводства.
Населення — 413 осіб (2011).
У 1975-1998 роках село належало до Влоцлавського воєводства.

## Демографія
Демографічна структура станом на 31 березня 2011 року:
|          | Загалом | Допрацездатний вік | Працездатний вік | Постпрацездатний вік |
| -------- | ------- | ------------------ | ---------------- | -------------------- |
| Чоловіки | 210     | 41                 | 144              | 25                   |
| Жінки    | 203     | 42                 | 105              | 56                   |
| Разом    | 413     | 83                 | 249              | 81                   |